# Crasville-la-Mallet

Crasville-la-Mallet este o comună în departamentul Seine-Maritime, Franța. În 1 ianuarie 2022 avea o populație de 189 de locuitori.